# 東日本大震災に対する物資の提供
東日本大震災に対する物資の提供（ひがしにほんだいしんさいにたいするぶっしのていきょう）では、東日本大震災に対する物資の提供について記述する。

## 物資の提供

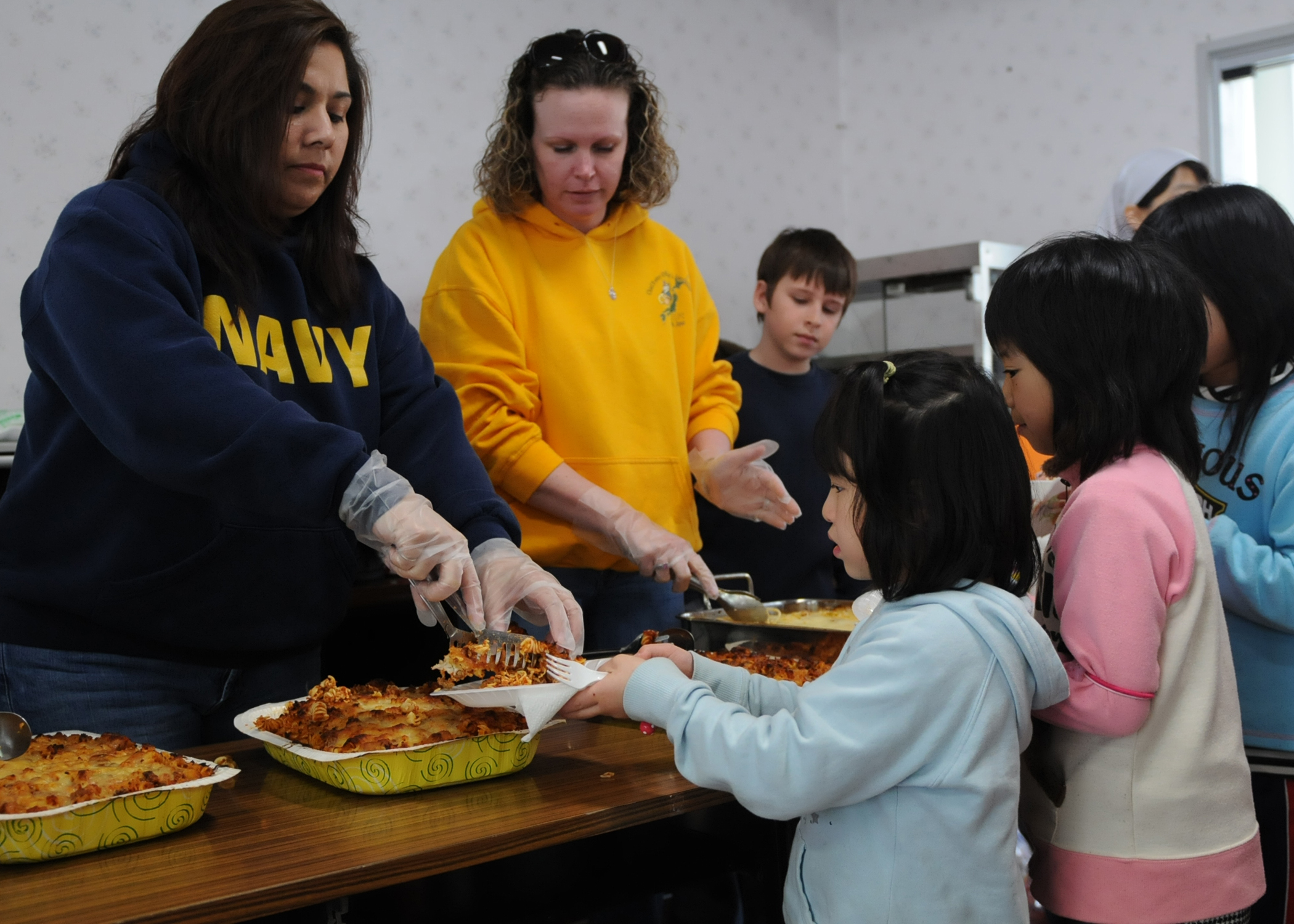
七戸美光園で食糧支援活動を行う在日米軍将兵の家族（2011年3月26日青森県七戸町）

- 救援物資の提供を希望している民間（大口が必要なので、企業に限る）・地方公共団体は、まず各都道府県庁に連絡し[2]、各都道府県庁より指定された日時・駐屯地に持ち込めば、自衛隊が被災地へ輸送する。

### 地方公共団体
- 東京都：毛布166,360枚、アルファ化米259,000食、クラッカー102,620食、飲料水10,000本、肌着19,100枚、応急水袋800枚、哺乳瓶1,020本。調整粉乳10,008缶、遺体収容袋4,700袋、医薬品、医療機器、マスク152,010枚、ハンドタオル500枚、安全靴200足、作業着2,000枚、防水防寒コート985枚、ベッドマットレス250枚[3]。
- 大阪市（大阪市役所）：放置自転車80台[4]。
  - 大阪市水道局：飲用水『ほんまや 350ml』1,776本、『ほんまや 500ml』25,920本（1,080箱、24本入り）[5]。
- 鹿児島市（鹿児島市役所）：期限切れで市に所有権が移行した放置自転車100台を枕崎市より気仙沼市に向かう遠洋マグロはえ縄漁船に預託し同市へ提供[6]。

### 民間企業など
- 味の素：義援金2億円[7]、「味の素kkおかゆ」5000食、「クノールカップスープ」10万食[8]、「アミノバイタル ゼリー」15万個、「カルピスウォーター」19万2000本、「アミノバイタル ボディリフレッシュ」4万8000本[9]。
- 日清食品：どん兵衛シリーズきつねうどんを8万400食、天ぷらそばを3万6000食[10]、チキンラーメンどんぶり1万8000食からなる計13万4400食[11]、カップヌードルなど計100万食、キッチンカー7台[12]。
- キリンビバレッジ：ミネラルウォーターやお茶、スポーツドリンクなど計15万食[11]。
- セブン&アイ・ホールディングス：菓子パン1000個、2リットルのミネラルウォーター3万本、バナナ14トン、毛布1万枚、パック入りご飯4800食、給水車1台[13]。
- 三越伊勢丹ホールディングス：婦人肌着1,500枚、飲料・レトルト食品3000ケース、防寒衣料[11]。
- イオン：レトルトご飯10万食、毛布4万5000枚、おにぎり・パンなど4万6000食、ペットボトル飲料3万8000本、粉ミルク、紙おむつ[11]。また、イオン石巻ショッピングセンターを避難所として提供[14]。
- ユニー・サークルKサンクス：マスク90万枚、カップめん8万食、レトルトカレー8万食、チョコレートやスナック菓子など計約3万個[11][15]。
- ファミリーマート：ゼリー飲料・カップめんなど10万食[11]。
- ダイエー：2リットルのミネラルウォーター5100本・パックごはん1000個のほか、全国の店舗で被災地への募金活動を実施[11]。
- 帝人グループ：酸素ボンベ約2万本、酸素濃縮装置約600台、人工呼吸器用バッテリー約300台、人工呼吸器75台などを被災地へ輸送。
- パナソニックグループ：義援金3億円、ラジオ1万台、懐中電灯1万個、乾電池50万個[16]。
- 日本生活協同組合連合会：ペットボトル飲料2万8800本やカップめん約2万8000個、カイロ、割り箸など[17]。
- アサヒ飲料：東北6県、茨城県などにペットボトル入り飲料水六甲のおいしい水20万7360本、富士山のバナジウム天然水14万6160本[18]。
- 大和ハウス工業：毛布1400枚、ミネラルウォーター3600本、マスク44万枚のほか、非常用持ち出し袋や保温性のある敷物、軍手、タオル、懐中電灯など[19]。
- サントリーホールディングス：義援金3億円、飲料水100万本[20]。
- コメリ：飲料水や毛布など救援物資[21]。
- 日本コカ・コーラ：ミネラルウオーター「い・ろ・は・す」15万ケース、「森の水だより」11万ケース、スポーツドリンク「アクエリアス」3万ケース、ブレンド茶「爽健美茶」1万ケース[22]。
- ソニーグループ：義援金4億7000万円、ラジオ3万台、乾電池50万個、テレビ125台、キャラクター毛布1200枚、子供向けアニメーションDVD400枚[23]。
- 住友生命保険：タオル50万本[24]。
- 第一生命保険：義援金1億円[25]、タオル3万本[24]。
- ゼネラル・エレクトリック：日本円で4億円分の発電機と医療機器[26]。
- 資生堂：義援金1億円と同社製の水のいらないシャンプー、薬用ハンドソープ、速乾性手指消毒剤計4万個を提供[27]。
- 花王：義援金1億円、紙おむつ45,000枚、生理用品80,000コ、石鹸・洗剤50,000本、歯磨き粉・歯ブラシ・洗口液62,000本、除菌ウェットシート・おしりふき368,000枚、マスク300,000枚、その他3品目。[28]
- ファーストリテイリング（ユニクロ）：防寒衣料ヒートテック30万点、肌着、ジーンズ、タオル7億円相当[29]。
- カゴメ：義援金3億円[30]、「野菜生活」2万7468本、「野菜一日これ一本」2万7468本[31]。
- カルビー：義援金6000万円と支援物資4000万円を寄付[32]。
- エースコック：カップ麺1万ケース[33]。
- 明星食品：「チャルメラ」カップ麺7000ケース、「一平ちゃん」3000ケース[34]。
- 東洋水産：カップ麺12万食[35]。
- 山崎製パン：菓子パン、食パン83万個[36]。
- プリマハム：ハム・ソーセージ約15,000パック[37]。
- ニッポンハム：レトルトカレーおよびたまごスープなど合計16万8000食、食物アレルギー対応商品2800食分[38]。
- 伊藤ハム：レトルトソーセージ48,000本、ミートボール60,000パック、アルミ容器入り鍋うどん10,000食[39]。
- ミツカン：梅はちみつ黒酢（食酢飲料小パック125ml）1,600ケース（38,400パック）、味わいじゃこごはん（ふりかけ）100ケース（8,000袋）、釜めしの素各種2,000ケース（60,000個）[40]。
- ハウス食品：カレー・ハヤシなどレトルト食品10万個、菓子5万個、500mlペットボトル飲料6000本[41]。
- ジャニーズ事務所：3月中に行う予定だったすべての国内ライブを自粛する代わりに、輸送用トラックと電源車両を無償貸し出し[42][43]。
- ホクレン：宮城県内に滞留している貨物列車に積載していたジャガイモ35トン、タマネギ175トン、コメ35トンなどを提供[44]。
- サッポロホールディングス：ミネラルウォーター35000本の提供、追加支援でミネラルウォーターやウーロン茶など約50万本と、国土交通省の要請を受け給水運搬用の4リットルペットボトル容器900本を供与[45]。
- ベネッセコーポレーション：義援金は1億円、5万ドル、乳幼児向けの紙おむつ1万9000枚、幼児向けの衣類1万着、絵本2万冊[46]。
- ジャパネットたかた：義援金5億円、充電済み充電式電池セット1万台[47]。また、テレビ東京で2011年3月16日に放送された「快適!ショッピングスタジオ」の売上全額も義援金として提供[48][49]。
- 久光製薬：義援金1億500万円、医薬品2000万円相当[50]。
- ブリヂストン：義援金2億円、自転車、寝具など1億円相当[51]。
- JAグループ：全国のJA等から水、茶、コメなど食料をはじめとする生活物資を提供[52]。
- 川崎重工業（川重グループ）：義援金1億円とともに、バイク、ホイールローダー、コンクリートがら破砕機など総額2億円相当を援助[53]。
- ジュピターショップチャンネル：2011年3月18日[注釈 1]の売上金全額と従業員から募った募金を義援金として、缶飲料約10万本を緊急支援物資として提供[54]。
- シャープ：義援金1億円[55]、中小型液晶テレビ「アクオス」200台、中型冷蔵庫200台、全自動洗濯機200台、単機能電子レンジ200台、ジャー炊飯器200台、空気清浄機200台[56]。
- 東レ：義援金5000万円、グループ会社として小型造水機6台、衣料・毛布・シートなど[57]。
- 小松製作所：建設機械、フォークリフト、仮設ハウス、発電機の無償貸与、診察所・集会所用プレハブハウスの寄贈など8億円相当を支援[58]。
- 本田技研工業：義援金3億円、ガソリン発電機、家庭用カセットガスを使用する発電機合計1000台。カセットガスボンベ5000本[59]。
- クボタ：義援金、建設機械20台、オペレーター派遣の総額5億円[60]。
- ヤンマー：義援金、建設機械・発電機の提供など総額1億円[61]。
- 伊藤園：義援金1億円、飲料水の支援は計100万本[62]。
- ヤマダ電機：義援金4億5000万円、水や米、オムツや粉ミルクなど[63]。
- キッコーマン：義援金1億円、缶詰や飲料、豆乳など7000万円相当[64]。
- デンソー：義援金2億円、デンソー東日本の建屋を被災者の避難所として開放、備蓄食料と毛布も提供[65]。
- 日産自動車：義援金3000万円[66]、電気自動車「リーフ」50台を提供[67]。
- 三菱自動車工業：義援金3000万円[68]、電気自動車「i-MiEV」、ピックアップトラック「トライトン」[69]を無償貸与する。
- アミューズ：義援金とマスク240万枚、義援金受付口座も開設、日本赤十字社を通じて被災者支援活動に寄付される[70]。
- 富士重工業：義援金5000万円、発電機・投光機・清水用ポンプ・泥水用ポンプ合計約200台（5000万円相当）の無償提供[71]。
- 良品計画：義援金500万円、タオル・毛布・食品・インナーウェア・布団・部屋着・調味加工商品・日用雑貨など[72]。
- スズキ：義援金3,000万円[73]、キャリイなどの軽自動車50台、レッツ4などスクーター100台、飲料水・医療品など[74]。
- 米ソニー・ピクチャーズ エンタテインメント：義援金360万ドル、ラジオ3万台、電池50万個[75]。
- ロッテグループ：日本ロッテグループより1億円、韓国ロッテグループより1億円の総額2億円を日本赤十字社に寄贈[76]。ロッテより、「コアラのマーチビスケット（保存缶）」1万4,000個、「キシリトールガム（ライムミント味）」4万8,000個、のど飴「ZERO」4万8,000個を含めたガムやチョコレート、ビスケット等の菓子類合計28万8,000個を農林水産省を通じて提供。使い捨てカイロ「ホカロン」1万枚をカイロ工業会を通じ、経済産業省からの要請で提供、追加の提供も表明[77]。
- ヤマハ発動機：インバーター発電機500台、飲料水4000本、非常食5000食、サージカルマスク30万枚提供、従業員による募金活動[78]の他、飲料水4000本、毛布170枚、簡易トイレ5400台を追加で提供[79]。
- 丸美屋食品工業：義援金1000万円[80]の他、支援物資として釜めしの素60000食、カップ入りスープ24000食、レトルトカレー23000食を提供[81]。混ぜ込みわかめ40000袋と混ぜ込みごはんの素各種23000個を追加提供[82]。
- キユーピー：緊急支援物資としておかゆ24000食、介護食6000食、ベビーフード26400食を提供[83]。
- エスビー食品：被災地行政機関の要請により白飯36000パックを提供。農林水産省地震災害対策本部と連動し、レトルト食品54000個を供出[84]。
- ネスレ日本：義援金1250万円[85]、ミネラルウォーター・チョコレート・ペットフードなどを50万人分[86]。

#### 飲食チェーン
- 壱番屋：レトルトカレー6.6万個、カレーの炊き出し支援1日2000食[87]。
- ゼンショー：義援金に加えて、牛丼やカレーなど（すき家・なか卯・ココス）の炊き出しを被災地各地で実施[88]。
- 吉野家：義援金のほか、被災地での牛丼の炊き出しを実施[89]。
- すかいらーく：義援金を全従業員や客らから募り、寄付。被災地での炊き出し活動を展開。